# Kacem Wapalek
Kacem Wapalek est un chanteur, auteur et beatmaker français spécialisé dans le rap, reconnu pour ses figures de style (notamment ses nombreuses allitérations) et son écriture poétique.
Originaire de la région lyonnaise, Kacem Wapalek se produit sur des scènes nationales françaises, belges et suisses, accompagné d’un DJ ou de musiciens.

## Les débuts
Membre fondateur du collectif lyonnais L'Animalerie, il multiplie les concerts et les projets musicaux en solo ou en collaboration.
Sa carrière prend une dimension nationale avec son premier album.

## Premier album
L’album  Je vous salis ma rue, paru le 27 avril 2015, se classe dès sa sortie au sommet des charts pendant plusieurs semaines.
Hommage par son titre au poème de Jacques Prévert, ce premier album mélange les genres musicaux : jazz, rap, world music, chanson française.
Construits selon des contraintes d’écriture chaque fois différentes, ses textes, à plusieurs degrés de lecture, contiennent de nombreuses figures de style, comme la personnification avec la chanson Marie Jeanne, constat des ravages provoqués par l’addiction.

### Liste des morceaux
1. Intro feat. Flora Thomas
2. Le temps passe
3. Pas facile
4. Vingt sur Vingt
5. Comme d’hab feat. Némir
6. Marie Jeanne
7. Décalages
8. Politique
9. Les Faux
10. Gosse beau
11. Photographe
12. Pas de doute
13. Insomniaque
14. Outro
15. Marie Jeanne (bonus)

### Tournée 2015-2017
Pour présenter son album sur scène, Kacem Wapalek s’est engagé dès 2015 dans une tournée à travers toute la France, la Suisse et la Belgique. Il se produit notamment dans de grandes salles musicales nationales (Olympia, La Cigale, New Morning, Cabaret Sauvage), ou littéraires (Maison de la Poésie).
Il est également à l’affiche de festivals hip-hop comme le Demi-festival à Sète, ou invité sur des programmations plus généralistes comme le festival Charabia.

## Autres travaux

### Apparitions
- 2013 : Le Gouffre Présente : Kacem Wapalek
- 2018 : La Seule (sur l'album La Vie de rêve de Bigflo et Oli)
- 2021 : J'hésite (sur l'album Tout va de Deadi)

### Ateliers d’écriture et conférences
En parallèle de son actualité musicale, Kacem Wapalek anime régulièrement des ateliers d’écriture pour des établissements culturels ou scolaires et des conférences universitaires.

### Musiques de films documentaires
Kacem Wapalek a réalisé l’habillage musical du film documentaire Un pas après l’autre pour la série Infrarouge.

### Apparitions cinématographiques
Kacem Wapalek est apparu dans Je vous souhaite d’être follement aimée d'Ounie Lecomte, sorti le 6 janvier 2016 et dans M de Sara Forestier, sorti le 15 novembre 2017.[réf. souhaitée]